# David Roberts (astista)
David Luther Roberts (Stillwater, 23 luglio 1951) è un ex astista statunitense.

## Biografia
All'apice della carriera vinse la medaglia di bronzo nel salto con l'asta ai Giochi olimpici di Montréal 1976. In quella gara condivise il podio con Tadeusz Ślusarski (oro) e Antti Kalliomäki (argento), in cui tutti si fermarono a 5,50 m, eguagliando il primato olimpico.

## Palmarès
| Anno | Manifestazione      | Sede     | Evento           | Risultato | Prestazione | Note            |
| ---- | ------------------- | -------- | ---------------- | --------- | ----------- | --------------- |
| 1971 | Giochi panamericani | Cali     | Salto con l'asta | Argento   | 5,20 m      |                 |
| 1976 | Giochi olimpici     | Montréal | Salto con l'asta | Bronzo    | 5,50 m      | Record olimpico |